# Porta di San Donnino
La porta di San Donnino è l'unica porta cittadina superstite della cinta muraria di Fidenza, in provincia di Parma; risalente all'epoca medievale, collega le attuali piazza Duomo e piazza Grandi.

## Storia
La cinta muraria di Borgo San Donnino fu edificata a partire dalla metà del XIV secolo per volere di Bernabò Visconti, signore di Milano, e completata nel secondo stralcio fra il 1364 e il 1366, su progetto dell'architetto Giorgio da Como.
La porta occidentale sulla via Emilia fu innalzata nel 1364 sulla prima campata dell'antico ponte romano, interrato in occasione di una piena avvenuta in epoca altomedievale.
Intorno al 1460 la torre d'accesso e le mura adiacenti, profondamente danneggiate, furono riparate su ordine di Francesco Sforza, che fece anche ristrutturare la Stanza del Connestabile posta al piano superiore della porta.
Nel 1575 fu costruita una nuova cinta muraria per volere del duca Ottavio Farnese e la torre medievale, intitolata a san Donnino per la vicinanza al duomo e per i presunti miracoli compiuti dal santo in corrispondenza del ponte romano, fu inglobata nella cerchia fortificata farnesiana; l'accesso sopravvisse anche all'abbattimento delle mura ordinato nel 1603 dal re di Spagna Filippo III.
Nel 1858 fu demolito l'edificio adibito ad avamposto adiacente alla torre sul lato esterno, ma la porta continuò a rappresentare il principale ingresso occidentale del centro storico di Fidenza fino al 1930 circa, prima dell'abbattimento della casa addossata al lato nordorientale e l'apertura di una nuova strada d'accesso sulle sue rovine.
Verso la fine del XX secolo l'ampia piazza Grandi fu completamente risistemata mettendo il luce l'antico ponte romano riscoperto nel 1874; fu costruita allora una passerella pedonale che, ripercorrendo il tracciato del ponte, attraversa l'androne della porta medievale. Nel 2011 la torre e l'adiacente Casa Cremonini, di proprietà comunale, furono restaurate e riaperte al pubblico quale sede dell'"Ufficio Informazioni e Accoglienza Turistica" (IAT) e dell'"Associazione Europea delle Vie Francigene"; vi trova oggi posto anche il piccolo museo "Antiquarium", che espone alcuni reperti d'epoca romana e medievale, rinvenuti durante gli scavi di piazza Grandi.

## Descrizione

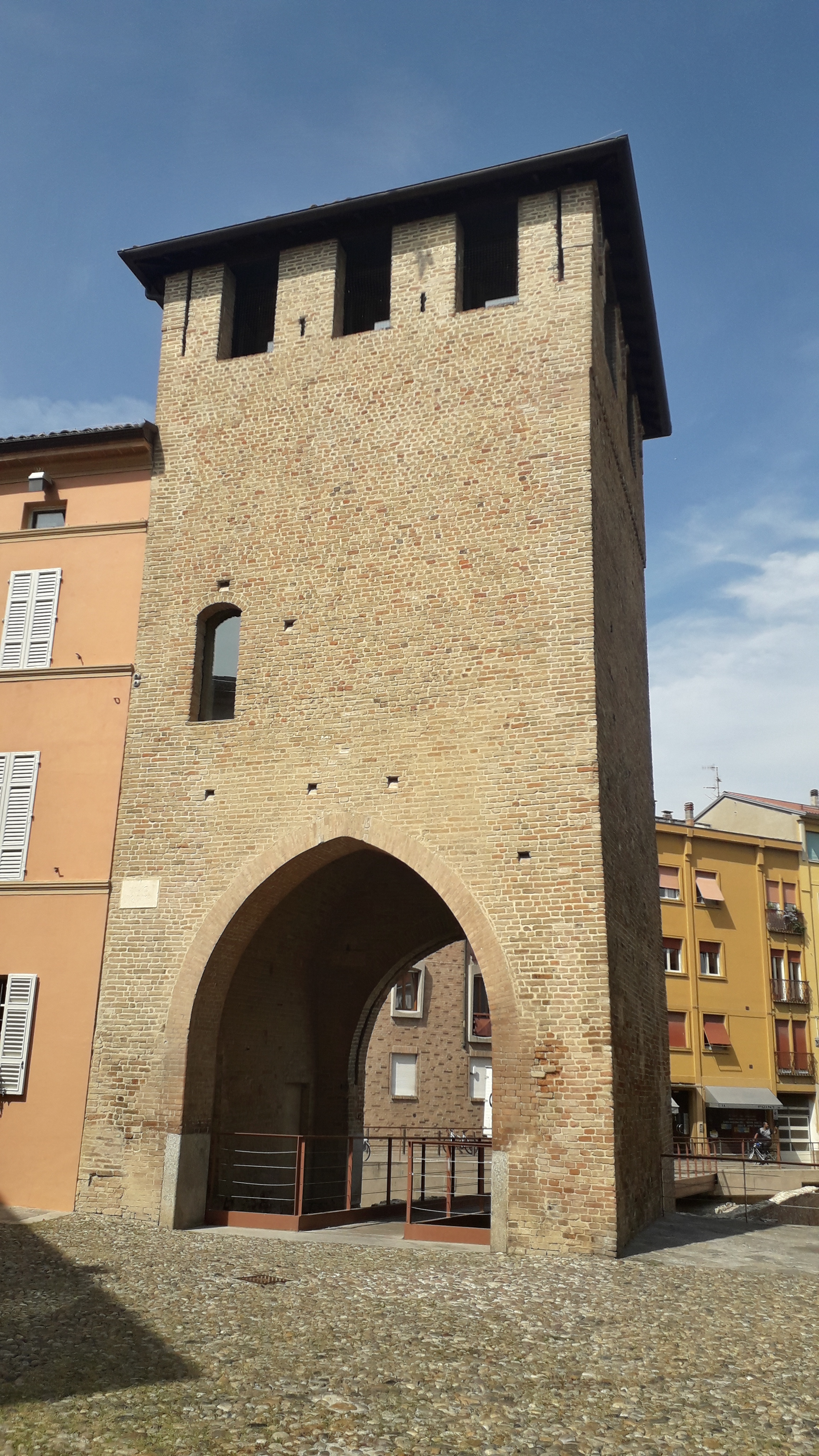
Lato interno

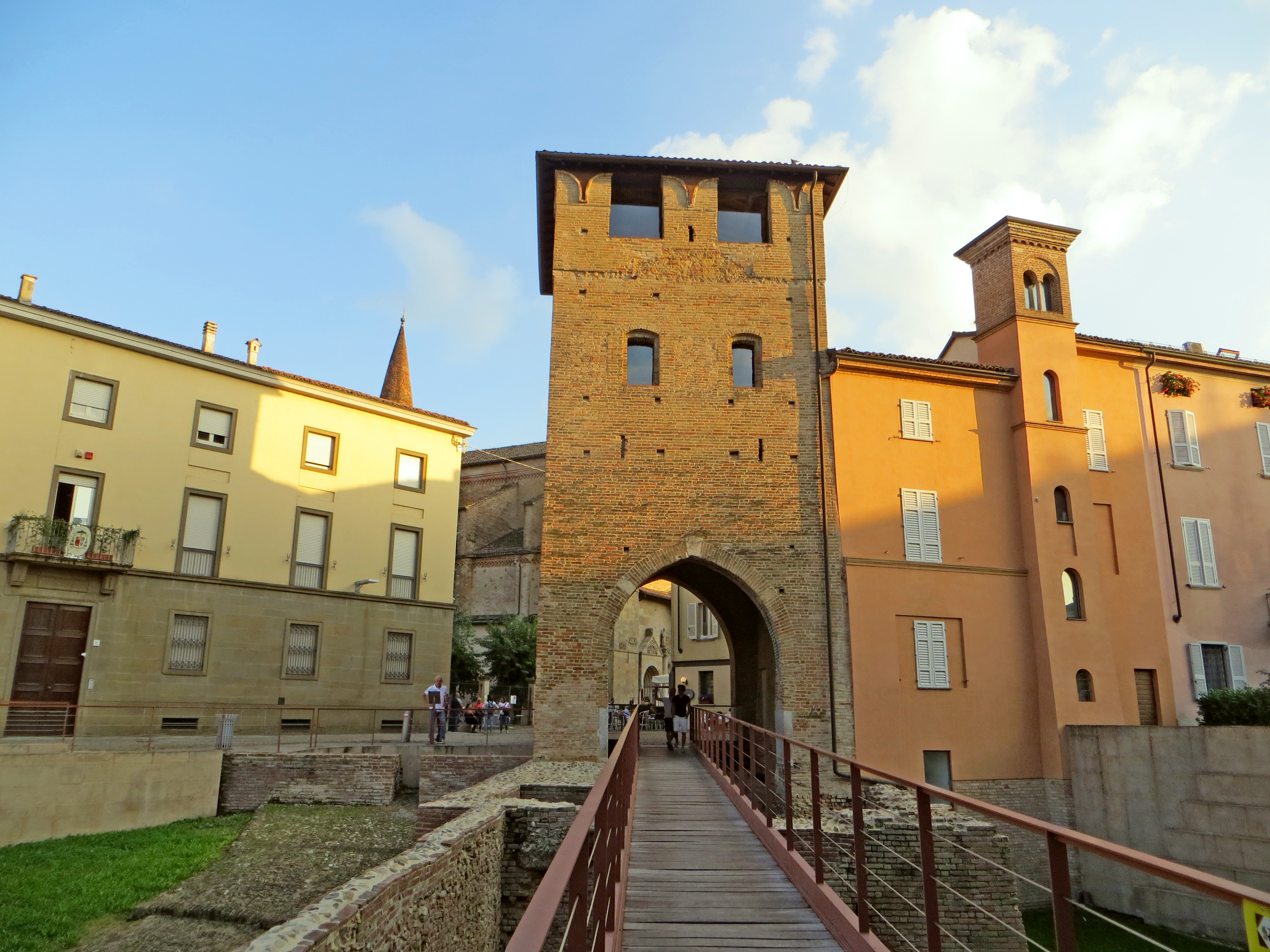
Lato esterno

La porta si innalza su una pianta quadrata, sul margine degli scavi di piazza Grandi.
I prospetti, interamente rivestiti in laterizio, sono caratterizzati dalla presenza di poche finestre ad arco ribassato, di cui due simmetriche sul lato esterno e una decentrata su quello interno; l'ampio portale d'accesso ad arco ogivale conduce oggi alla passerella sopraelevata che, scavalcando gli archi del ponte romano, attraversa l'androne, ove nel 1913 fu posizionata un'immagine raffigurante la Vergine col Bambino. In sommità, al di sopra di una cornice in mattoni a denti di sega posta su tre fronti ad eccezione di quella interna, si innalza la merlatura, insolitamente differente sui vari lati: su quello interno i merli sono guelfi, mentre sugli altri tre sono ghibellini; a coronamento è infine posto a protezione della struttura un tetto a quattro falde realizzato in epoca successiva.